# Kunchan
Kunchan (ur. 14 listopada 1952 w Kerali) – indyjski aktor.
Związany głównie z Mollywood, ma na swoim koncie głównie niewielkie role, jest również aktorem charakterystycznym. Jego filmografia w malajalam obejmuje przeszło 650 tytułów.

## Wybrana filmografia

### Język malajalam
1. Oppam jako Ganga’s father
2. Kali jako House Owner
3. Acha Din (2015)
4. Gangster (2014 film) jako Mani Menon
5. How Old Are You jako Kunchakko’s Father
6. Salala Mobiles (2014) jako mężczyzna, który chciał kupić iPhone’a
7. Drishyam (2013) jako Madhavan
8. Ithu Pathiramanal (2013) jako Chellapanashari
9. Mumbai Police (2013)
10. Simhasanam (2012)
11. Christian Brothers (2011)
12. Ustad Hotel (2012)
13. The King & the Commissioner (2012)
14. Second Show (2012)
15. Da Thadiya (2012)
16. Innanu Aa Kalyanam (2011)
17. Christian Brothers (2011)
18. Three Kings (2011)
19. Drona 2010 (2010)
20. Nizhal (2010)
21. Swantham Lekhakan (2009)
22. Twenty:20 (2008)
23. Annan Thampi (2008)
24. Chotta Mumbai (2007)
25. Prajapathi (2006) jako Nambiar
26. Pothen Vava (2006)
27. Pathaka (2006) jako Bapputty
28. Ananthabhadram (2005)
29. Thaskara Veeran (2005)
30. Sethuramayar CBI (2004)
31. Mizhi Randilum (2003)
32. Njan Rajavu (2002)
33. Ee Parakkum Thalika (2001)
34. Satyameva jayade (2000)
35. The Truth (1998)
36. Punjabi House (1998)
37. Safalam(1997) jako Warrier
38. Lelam(1997)
39. The King (1995)
40. Highway (1995)
41. Puthukottaile Puthumanavalan (1995)
42. Manathe Kottaram (1994)
43. Varanamaalyam (1994) jako Unnithan
44. Chief Minister K R Gowthami (1994)
45. Gandharvam (1993)
46. Vatsalyam (1993)
47. Vietnam Colony (1992)
48. Aparatha (1992)
49. Anaswaram (1991)
50. Thudarkadha (1991) jako Sheshan
51. Thiruthalvadi (1992)
52. Kingini (1992)
53. Kamaladalam (1992)
54. Kallan Kappalil Thanne (1992)
55. Ennodishttam Koodamo (1992)
56. Inspector Balram (1991)
57. Ulladakkam (1991)
58. Thudarkadha (1991)
59. Ganamela (1991) jako Shakeer Bal
60. Kadalora Kattu (1991) jako Adru
61. Dr. Pasupathy (1990)
62. Aye Auto (1990)
63. Indrajalam (1990)
64. Kadathanadan Ambadi (1990)
65. His Highness Abdulla (1990)
66. Kottayam Kunjachan (1990)
67. Ramji Rav Speaking (1989)
68. Nair Saab (1989)
69. Carnivel (1989)
70. Antharjanam (1989) jako Kuttappan
71. Chakkikkotha Chankaran (1989)
72. Vellanakalude Nadu (1988)
73. Naalkkavala (1987)
74. Nyayavidhi(1986) jako ..Sadaraman
75. Rajavinte Makan (1986)
76. Ithile Iniyum Varu (1986) jako Lawrence
77. Avanazhi (1986) jako Samshayam Vasu
78. Ayiram Kannukal (1986)
79. Sayam Sandhya (1986)
80. Yathra (1985)
81. Idanilangal (1985) jako Gopalankutty
82. Upaharam(1985) jako Khader
83. Choodatha Pokkal(1985) jako Hari
84. Vannu Kandu Kizhadakki (1985)
85. Thammil Thammil (1985)
86. Anakkorumma (1985) jako Govindan
87. Makan Ente Makan (1985)
88. Anubandham (1985)
89. Oru Sandesham Koodi (1985) jako Kunjunni
90. Chillu Kottaram (1985)
91. Ambada Njane (1985) jako Arjunan
92. Muhurtham 11.30 nu (1985) jako Lonappan
93. Puli Varunne Puli (1985)
94. Nayakan (1985) jako Vyas/Vasu
95. Njaan Piranna Naattil (1985) jako Mental patient
96. Onnum Mindatha Bharya(1984) jako Hyder
97. Pavam Poornima(1984) jako Porinju
98. Thathamme Poocha Poocha (1984)
99. Ivide Ingane (1984) jako Appukuttan
100. Engane Undashane (1984)
101. Umanilayam (1984) jako Rocky
102. Manithali (1984) jako Kili
103. Swantham Sarika(1984) jako Rajappan
104. Sree Krishna Parundu (1984)
105. Engine Nee Marakkum (1983)
106. Ponthooval (1983)
107. Swapname Ninakku Nandi (1983) jako Mallan
108. Bookambam (1983)
109. Ente Kadha (1983) jako Charley
110. Ankam (1983) jako Chinnan
111. Rugma (1983)
112. Parasparam (1983) jako Sudheer Kumar
113. Rathilayam(1983) jako Thankappan
114. Father Damien (1983)
115. Attakalasham (1983)
116. Mandanmmar Londanil (1983) jako Prabhakaran
117. Aa Divasam (1982)
118. Kakka (1982)
119. Kurukkante Kalyanam (1982)
120. Amrita Geetham (1982) jako Mani
121. Shila (1982) jako Babu
122. Aayudham (1982)
123. Thuranna Jail (1982) jako Thankappan
124. Ahimsa  (1981)
125. Dhwantha Yudham (1981)
126. Thadavara (1981) jako Vaasu
127. Avatharam (1981)
128. Orikkal Koodi (1981)
129. Sankarsham (1981) jako Shishupalan
130. Thusharam (1981)
131. Swarangal Swapnagal (1981) jako Thankamani
132. Sambhavam (1981)
133. Kolilakkam (1981)
134. Chandra Bimbam (1980)
135. Air Hostess (1980)
136. Angadi (1980)
137. Ivar (1980)
138. Chakara (1980) jako Narayanan
139. Karimbana (1980)
140. Shakthi (1980)
141. Adhikaaram (1980) jako Ramu
142. Aavesham (1979) jako Chammunni
143. Ankakkuri (1979)
144. Arattu (1979)
145. Yakshippaaru (1979)
146. Agni Vyooham (1979)
147. Valeduthavan Valal (1979)
148. Bandhanam (1978)
149. Mudramothiram (1978) jako Baiju
150. Randil Onnu(1978)
151. Asthamayam (1978)
152. Kaathirunna Nimisham (1978) jako Pottan
153. Adavukal Pathinettu (1978)
154. Mattoru Karnan (1978)
155. Itha Oru Manushyan(1978) jako Potti
156. Tharoo Oru Janmam Koodi (1978)
157. Amarsham (1978)
158. Padmatheertham (1978) jako Rameshan
159. Velluvili (1978)
160. Urakkam Varatha Rathrikal (1978) jako Kuttappan
161. Randu Lokam (1977) jako Kuttan
162. Muttathe Mulla (1977) jako Supran
163. Aadya Padam (1977)
164. Ormakal Marikkumo (1977) jako Pappu
165. Anugraham (1977) jako Padmalojanan
166. Shankupushppam (1977) jako Govindan
167. Rathimanmadhan (1977)
168. Aanandam Paramaanandam (1977)
169. Varadakshina (1977)
170. Kamadhenu(1976) jako Shankunni Nair
171. Ajayanum Vijayanum (1976)
172. Aayiram Janmagal (1976) jako Mohandas
173. Amma (1976)
174. Cheenavala(1975) jako Madhu
175. Chumaduthaangi (1975)
176. Aaranya Kaandam (1975)
177. Mucheettu Kalikkarante Makal (1975)
178. Kottaram Vilkkanundu (1975)
179. Chief Guest (1975)
180. Criminals (1975)
181. Pravaham (1975) jako Radhakrishnan
182. Sathyathinte Nizhalil (1975)
183. Prayaanam (1975)
184. Bharya Illatha Rathri (1975)
185. Kalyana Panthal (1975)
186. Chattambikkalyaani (1975) jako Chotta Sulthan
187. Rahasya Rathri (1974)
188. Bhoogolam Thiriyunnu (1974)
189. Panchathanthram (1974) jako Shanto
190. Sapthaswarangal (1974)
191. Chandrakantham (1974)
192. Panchavadi (1973) jako Narayana Pilla
193. Ajnathavasam (1973) jako Payyan
194. Thekkankaattu (1973) jako Chari
195. Chenda (1973)
196. Maasappadi Maathupilla (1973)
197. Taxi Car (1972)
198. Sambhavami Yuge Yuge(1972) jako Dressmart Propriater
199. Rathri Vandi  (1971)
200. Lanka Dahanam (1971) jako Mohan
201. Raktha Pushpam (1970)
202. Rest House (1969)
203. Madatharuvi (1967)
204. Daham(1965)

### Język tamilski
- Manmadhan Ambu (2010)